# East African Safari Air
East African Safari Air of East African Express is een Keniaanse luchtvaartmaatschappij met haar thuisbasis in Nairobi. 

## Geschiedenis
East African Safari Air is opgericht in 1989.

## Vloot
De vloot van East African Safari Air bestond per februari 2023 uit:
- 2 Douglas DC9-10
- 1 Bombardier CRJ-200ER
- 1 Fokker F28
- 1 Beechcraft 1900
- 2 Cessna 208 Caravan